# Grammatica (periodico)
Grammatica fu una rivista di letteratura e arte nata nel 1964 e terminata nel 1976.
Il primo numero della rivista, nata a un anno di distanza dal Convegno di Palermo del Gruppo 63, viene pubblicata a Roma nel novembre del 1964 ed è composta da numerosi redattori: Alfredo Giuliani, Giorgio Manganelli, Gastone Novelli e Achille Perilli.
"Grammatica", per la scelta dei testi e il particolare taglio letterario, è stata considerata una delle riviste ufficiali della neoavanguardia, pur avendo un ruolo meno importante di altri periodici, come ad esempio del periodico "Quindici".
Della rivista uscirono solamente cinque numeri (n.1, novembre 1964, n.2, gennaio 1967, n.3, luglio 1969, n.4, settembre 1972 e n.5, maggio 1976) in fascicoli di grande formato, stampati con caratteri tipografici diversi, ricchi di disegni e fotografie e contenenti articoli di materiale diverso (poesie, prose, testi teatrali).
Il primo numero, che riporta la trascrizione di una discussione avvenuta tra Nanni Balestrini ed Elio Pagliarani sul progetto della rivista e su alcuni temi della neoavanguardia, è dedicato soprattutto alla poesia e alle arti figurative e riporta testi di Antonio Porta, Alfredo Giuliani, Angelo Guglielmi, Adriano Spatola trascritti ed interpretati dai fumetti di Luca Novelli.
Riporta inoltre prose di Balestrini, riproduzioni di opere di Arnaldo Pomodoro e del fratello Giò, di Toti Scialoja e di Achille Perilli.
Il secondo numero è imperniato sul teatro ed è diviso in due sezioni: una teorica, con scritti di Charles Marowitz, Giuseppe Bartolucci, Julian Beck, Manfredo Tafuri e una pratica con testi di Manganelli, Balestrini, Filippini, Porta e con pubblicazioni di pièces di Günter Grass (Dieci minuti fino a Buffalo) e di Samuel Beckett, Cascando. Ouvrage radiophonique pour musique et voix.
Il terzo fascicolo è incentrato sulla pittura, con l'articolo di Gastone Novelli, Dipingere è anche esprimere per segni ciò che non si può esprimere con le azioni e su altri svariati argomenti, come il teatro di Tadeusz Kantor, il Manifesto del Correalismo del 1947 di F.J. Kiesler, le esperienze urbane del gruppo di "Atrio Testaccio" e le esperienze visive di G.Trozzi.
La prima fase di Grammatica termina con questo numero edito dalla Feltrinelli.
Manganelli e Giuliani abbandonano la redazione e Novelli muore. Rimane Perilli che si incaricherà di pubblicare i due numeri seguenti, di cui il primo dedicato a una sua pièce teatrale presentata al teatro Abaco di Roma e il secondo all'opera di Novelli.